# Орфоепія
Орфое́пія, або ортое́пія (грец. ορθος — «правильний», грец. επος — «мова», «мовлення»), — це розділ мовознавчої науки, що вивчає сукупність правил про літературну вимову. Предметом орфоепії є звукові особливості мовлення, однак усне мовлення розглядається в цьому випадку не взагалі, а тільки з погляду його відповідності сучасним літературним нормам.
Під орфоепією часто розуміють взагалі вимову літературної мови і говорять про «добру» та «погану» орфоепію. У науці про мову орфоепія означає розділ, присвячений вимовним нормам. Нормувати дозволено тільки літературні твори, що необхідно для радіомовлення, театру і естради, школи і ораторського мистецтва. Спираючись на знання фонетики даної мови, в тому числі на знання складу фонем і знаків розподілу їх за позиціями, що виходять в слабких позиціях варіаціями і варіантами, орфоепія дає індивідуальні норми для різних ситуацій і вибирає з наявних варіантів вимови той, що понад усе підходить до прийнятих традицій, тенденцій розвитку мови та послідовності в системі.
Кодексом орфоепічних норм є орфоепічний словник, у якому зафіксовані норми літературної вимови за допомогою спеціальних транскрипційних знаків.